# Communauté de communes du Val de Gy
Die Communauté de communes du val de Gy  ist ein ehemaliger französischer Gemeindeverband (Communauté de communes) im Département Pas-de-Calais und der Region Nord-Pas-de-Calais. Er wurde am 28. Dezember 1993 gegründet. 2013 fusionierte der Gemeindeverband mit der Communauté de communes des Vertes Vallées und bildete so die neue Communauté de communes La Porte des Vallées.

## Mitglieder
1. Agnez-lès-Duisans
2. Duisans
3. Gouves
4. Habarcq
5. Haute-Avesnes
6. Hauteville
7. Lattre-Saint-Quentin
8. Montenescourt
9. Noyellette
10. Wanquetin

## Quelle
- Le SPLAF - (Website zur Bevölkerung und Verwaltungsgrenzen in Frankreich (frz.))